# Lyn St. James
Evelyn Gene Cornwall, conhecida como Lyn St. James (Willoughby, Ohio, 13 de março de 1947) é uma ex-piloto profissional de automóveis estadunidense. Ela competiu em onze corridas da CART e cinco corridas da Indy Racing League (além de ter se tornado a primeira 'Rookie of the Year' feminina em 1992), além de ter uma carreira em corridas de resistência, como as 24 Horas de Le Mans e 12 Horas de Sebring.

## Carreira
Graduou-se em negócios para as  Andrews School for Girls em Ohio, também é professora de piano pelo "St Louis Institute of Music".
Ela competiu na era CART e na era IndyCar Series para as equipes: Zunne Racing, Scandia, Hemelgarn Racing e Dick Simon Racing.
Em 1992 foi a primeira mulher a ganhar o "Rookie of The Year" das 500 milhas de Indianápolis. Ela também tem duas vitórias em 24 horas de Daytona e 1 vitória em 12 Horas de Sebring. Ela competiu em corridas de resistência européias, incluindo a 24 horas de Le Mans e 24 horas de Nürburgring em 1979, resultando em sua equipe o vencedor. 
Ativo de 1996 a 2001, ano em que se retira do automobilismo.
Em 1994, criada um projeto para promover o papel das mulheres na corrida, chamada "Mulheres no círculo do vencedor". 

## Resultados

### 500 Milhas de Indianápolis[4]
| Ano  | Equipe       | Chassi       | Motor         | Pneus | Largada | Final |
| ---- | ------------ | ------------ | ------------- | ----- | ------- | ----- |
| 1992 | Dick Simon   | Lola T91/00  | Chevrolet     | G     | 27ª     | 11º   |
| 1993 | Dick Simon   | Lola T93/00  | Ford Cosworth | G     | 21ª     | 25º   |
| 1994 | Dick Simon   | Lola T94/00  | Ford Cosworth | G     | 6ª      | 19º   |
| 1995 | Dick Simon   | Lola T95/00  | Ford Cosworth | G     | 28ª     | 32º   |
| 1996 | Zunne Group  | Lola T94/00  | Ford Cosworth | G     | 18ª     | 14º   |
| 1997 | Hemelgarn    | Dallara IR7  | Infiniti      | F     | 34ª     | 13º   |
| 1998 | Lyn St James | G-Force GF01 | Infiniti      | G     | NQ      | NQ    |
| 1999 | Team Pelfrey | G-Force GF01 | Oldsmobile    | G     | NQ      | NQ    |
| 2000 | Dick Simon   | G-Force GF05 | Oldsmobile    | F     | 32ª     | 32º   |

### CART[5]
| Ano  | Equipe     | Chassi | Motor         | Grandes Prêmios | Total de Pontos | Classificação Final |
| ---- | ---------- | ------ | ------------- | --------------- | --------------- | ------------------- |
| 1992 | Dick Simon | Lola   | Chevrolet     | 1               | 2               | 31º                 |
| 1993 | Dick Simon | Lola   | Chevrolet     | 2               | 0               | 36º                 |
| 1993 | Dick Simon | Lola   | Ford Cosworth | 4               | 0               | 36º                 |
| 1994 | Dick Simon | Lola   | Ford Cosworth | 1               | 0               | 48º                 |
| 1995 | Dick Simon | Lola   | Ford Cosworth | 3               | 0               | 39º                 |

### 24 Horas de Le Mans
| Ano  | Equipe                  | Co-pilotos                 | Carro            | Classe | Voltas | Posição no total | Posição na classe |
| ---- | ----------------------- | -------------------------- | ---------------- | ------ | ------ | ---------------- | ----------------- |
| 1989 | Spice Engineering       | Ray Bellm Gordon Spice     | Spice SE89C-Ford | C1     | 229    | DNF              | DNF               |
| 1991 | Euro Racing A.O. Racing | Desiré Wilson Cathy Muller | Spice SE90C-Ford | C1     | 47     | DNF              | DNF               |

### 12 Horas de Sebring
| Ano  | Equipe                | Co-pilotos                | Carro                      | Classe | Voltas | Posição no total | Posição na classe |
| ---- | --------------------- | ------------------------- | -------------------------- | ------ | ------ | ---------------- | ----------------- |
| 1978 | Autodyne              | Luis Sereix Phil Currin   | Chevrolet Corvette         | GTO    | 186    | 17º              | 6º                |
| 1979 | Thunderbird Swap-Shop | Bonnie Henn Janet Guthrie | Ferrari 365 GTB/4          | GTO    | 194    | 17º              | 8º                |
| 1980 | Condor Racing         | Ralph Kent-Cooke          | Porsche 935                | GTX    | 87     | DNF              | DNF               |
| 1983 | Nimrod Racing         | Reggie Smith Drake Olson  | Nimrod NRA/C2-Aston Martin | GTP    | 224    | 5º               | 3º                |
| 1987 | Roush Racing          | Tom Gloy                  | Ford Mustang               | GTO    | 213    | 31º              | 9º                |
| 1988 | Roush Racing          | Deborah Gregg             | Mercury Merkur XR4Ti       | GTO    | 282    | 8º               | 2º                |
| 1990 | Roush Racing          | Robby Gordon Calvin Fish  | Mercury Cougar XR-7        | GTO    | 278    | 6º               | 1º                |
| 1998 | TRV Motorsport        | Jeret Schroeder Tom Volk  | Kudzu DL-4-Chevrolet       | GTO    | 283    | 17º              | 4º                |